# 水沢郵便局
水沢郵便局（みずさわゆうびんきょく）は、岩手県奥州市にある郵便局である。民営化前の分類では集配普通郵便局であった。局番号は83010。

## 概要
住所：〒023-8799 岩手県奥州市水沢寺脇1-5

### 分室
分室はなし。かつて存在した分室は以下のとおり。
- 保険分室 - 1949年（昭和24年）に廃止。

## 沿革
- 1872年8月4日（明治5年7月1日） - 水沢郵便取扱所として開設[1]。
- 1875年（明治8年）1月1日 - 水沢郵便局（五等）となる。
- 1881年（明治14年）12月16日 - 為替・貯金取扱を開始。
- 1891年（明治24年）12月16日 - 水沢郵便電信局となる。
- 1903年（明治36年）4月1日 - 通信官署官制の施行に伴い水沢郵便局となる。
- 1945年（昭和20年）12月1日 - 特定郵便局から普通郵便局に局種別改定[2]。
- 1947年（昭和22年）8月24日 - 胆沢郡水沢町塩竃字本町に保険分室を設置（簡易生命保険および郵便年金のみ取扱）[3]。
- 1949年（昭和24年）8月2日 - 保険分室を廃止[4]。
- 1962年（昭和37年）12月1日 - 電話通話および和文電報受付業務を開始。
- 1978年（昭和53年）11月 - 局舎新築落成。
- 1998年（平成10年）9月1日 - 外国通貨の両替および旅行小切手の売買に関する業務取扱を開始。
- 2007年（平成19年）10月1日 - 民営化に伴い、併設された郵便事業水沢支店に一部業務を移管。
- 2012年（平成24年）10月1日 - 日本郵便株式会社の発足に伴い、郵便事業水沢支店を水沢郵便局に統合。
- 2019年（平成31年）3月4日 - 羽田郵便局から集配業務を移管。

## 取扱内容
- 郵便、印紙、ゆうパック、内容証明
- 貯金、為替、振替、振込、国際送金、国債、投資信託
- 生命保険、バイク自賠責保険、自動車保険
- ゆうちょ銀行ATM
- 奥州市水沢地区内の一部地域（〒023-00xx、023-08xx、023-01xx）の集配業務
- ゆうゆう窓口

## 周辺
- 国土交通省岩手河川国道事務所
- 奥州病院
- 国道4号
- 国道397号

## アクセス
- JR東北本線 水沢駅（西口）より岩手県道113号水沢停車場線を徒歩約6分
- 東北自動車道 水沢ICから南東へ約4.5km
- 駐車場あり：18台